# Заневська Марина Володимирівна
Марина Володимирівна Заневська (24 серпня 1993) — бельгійська, колишня українська, тенісистка.
Марина Заневська народилася в Одесі. Тенісом вона займається в брюссельській «Академії шосте чуття» під керівництвом Жустін Енен та Карлоса Родрігеса. Станом на початок червня 2011 найвищими її досягненнями були дві перемоги в юніорських змаганнях Великого шолома у парному розряді: Відкритого чемпіонату США в парі з росіянкою Вікторією Соловйовою у 2010 році та Відкритого чемпіонату Франції в парі з росіянкою Іриною Хромачовою.
27 вересня 2016 року стало відомо, Марина Заневська отримала громадянство Бельгії. «Якщо чесно, дуже важко уявити, що тепер я буду грати під іншим кольором прапора, потрібно до цього звикати, але я і справді щаслива від цієї події та вдячна Бельгії за наданий мені такий шанс у житті», — прокоментувала тенісистка зміну громадянства.

## Фінали турнірів WTA

### Одиночний розряд: 1 (1 титул)
| Легенда                |
| ---------------------- |
| Турніри Великого шлему |
| Турніри WTA 1000       |
| Турніри WTA 500        |
| Турніри WTA 250 (1–0)  |

| Фінали за покриттям |
| ------------------- |
| Тверде (0–0)        |
| Ґрунт (1–0)         |
| Килим (0–0)         |
| Трава (0–0)         |

| Результат | В-П | Дата     | Турнір                  | Категорія | Покриття | Опонент         | Рахунок       |
| --------- | --- | -------- | ----------------------- | --------- | -------- | --------------- | ------------- |
| Перемога  | 1–0 | Лип 2021 | WTA Poland Open, Польща | WTA 250   | Ґрунт    | Крістіна Кучова | 6–4, 7–6(7–4) |

### Парний розряд: 4 фінали
| Результат | №  | Дата           | Турнір                                                  | Поверхня | Патрнерка       | Суперниці                       | Рахунок          |
| --------- | -- | -------------- | ------------------------------------------------------- | -------- | --------------- | ------------------------------- | ---------------- |
| Поразка   | 1. | 27 квітня 2014 | Grand Prix SAR La Princesse Lalla Meryem, Марракеш      | Ґрунт    | Катаржина Пітер | Гарбінє Мугуруса Роміна Опранді | 6–4, 2–6, [9–11] |
| Поразка   | 2. | 1 травня 2015  | Grand Prix SAR La Princesse Lalla Meryem, Marrakesh (2) | Ґрунт    | Лаура Зігемунд  | Тімеа Бабош Крістіна Младенович | 1–6, 6–7(5–7)    |
| Поразка   | 3. | 5 травня 2017  | Grand Prix SAR La Princesse Lalla Meryem, Рабат (3)     | Ґрунт    | Ніна Стоянович  | Тімеа Бабош Андреа Главачкова   | 6–2, 3–6, [5–10] |
| Поразка   | 4. | 22 липня 2018  | Bucharest Open, Бухарест                                | Ґрунт    | Данка Ковінич   | Ірина-Камелія Бегу Андрея Міту  | 3–6, 4–6         |